# Алчевський Григорій Олексійович
Григо́рій Олексі́йович Алче́вський (нар. 1866, Харків, Російська імперія — пом. 1920, Москва, РРФСР) — український композитор, педагог-вокаліст, піаніст. Син Олексія Кириловича Алчевського та Христини Данилівни Алчевської, брат Івана та Христі Алчевських.

## Життєпис
Народився у 1866 році у Харкові в відомій родині Алчевських. Закінчив Харківський університет та Московську консерваторію, клас російського композитора Сергія Танеєва. У Харкові організував оркестр балалайників.
З 1907 року працював музичним рецензентом в харківській газеті «Южный Край». Пізніше спеціалізувався в царині вокальної педагогіки, теорії та практики вокального мистецтва. Серед його творів — симфонічна картина «Альоша Попович» (1907), обробки українських та російських народних пісень, солоспіви на слова Т. Шевченка («Чого мені тяжко, чого мені нудно»), I. Франка («Безмежнеє поле»), Лесі Українки («Не дивися на місяць весною», «Стояла я і слухала весну»), Христі Алчевської («Конвалія», «Гей, на бій»). Він також автор навчальних посібників «Вокальна техніка в щоденних вправах» («Вокальная техника в ежедневных упражнениях») та «Таблиці дихання для співаків та їх застосування до розвитку закладних якостей голосу» («Таблицы дыхания для певцов и их применение к развитию основных качеств голоса») (1907, 1908). Ці навчальні посібники популярні серед спеціалістів аж до сьогодення.
Помер у 1920 році у Москві.